# Museo dell'etnografia e dell'artigianato
Il museo dell'etnografia e dell'artigianato (in ucraino Музей етнографії та художнього промислу Інституту народознавства НАН України?, Muzej etnohrafiï ta chudožn'oho promislu Instytutu narodoznavstva NAN Ukraïny) è un museo situato a Leopoli, in Ucraina. È incentrato sull'artgianato, sul folclore e sulle tradizioni dell'Ucraina.

## Storia
Il museo fu fondato nel 1951 con il nome di Museo statale etnografico e dell'artigianato dell'Accademia delle scienze dell'URSS. Dal 1963 al 1969 fu gestito dal Ministero della Cultura della RSS Ucraina, indi la gestione passò all'Accademia delle scienze. Il 31 maggio 1982 il museo divenne la filiale di Leopoli dell'Istituto di storia dell'arte, folclore ed etnografia "Maksym Ryl's'kyj", e dieci anni più tardi assunse il nome odierno. Inizialmente composto dai soli dipartimenti di etnografia-arte e artigianato, nel 1967 venne aggiunto il dipartimento dell'edificio del popolo, che nel 1971 diede vita al Museo nazionale dell'architettura popolare e della vita di Leopoli.

## Descrizione
Il museo ospita una mostra permanente sulla letteratura tradizionale ucraina e una sul mobile e sulla porcellana. Esso è uno dei musei etnografici più ricchi del paese: possiede più di 83.000 oggetti, tra cui abiti tradizionali, ricami, tessuti, tappeti, strumenti musicali e manufatti in legno e in ceramica. Inoltre, vi è una delle collezioni più grandi d'Europa di pisanka (le uova di Pasqua ucraine), nonché una delle collezioni più grandi del continente di orologi risalenti al XVIII e al XIX secolo. Vi sono mobili provenienti da tutta Europa e di ogni epoca, nonché quasi 4.000 manifesti di artisti come Pierre Bonnard, Alfons Mucha e Henri de Toulouse-Lautrec.